# Collegium Medicum Uniwersytetu Jagiellońskiego

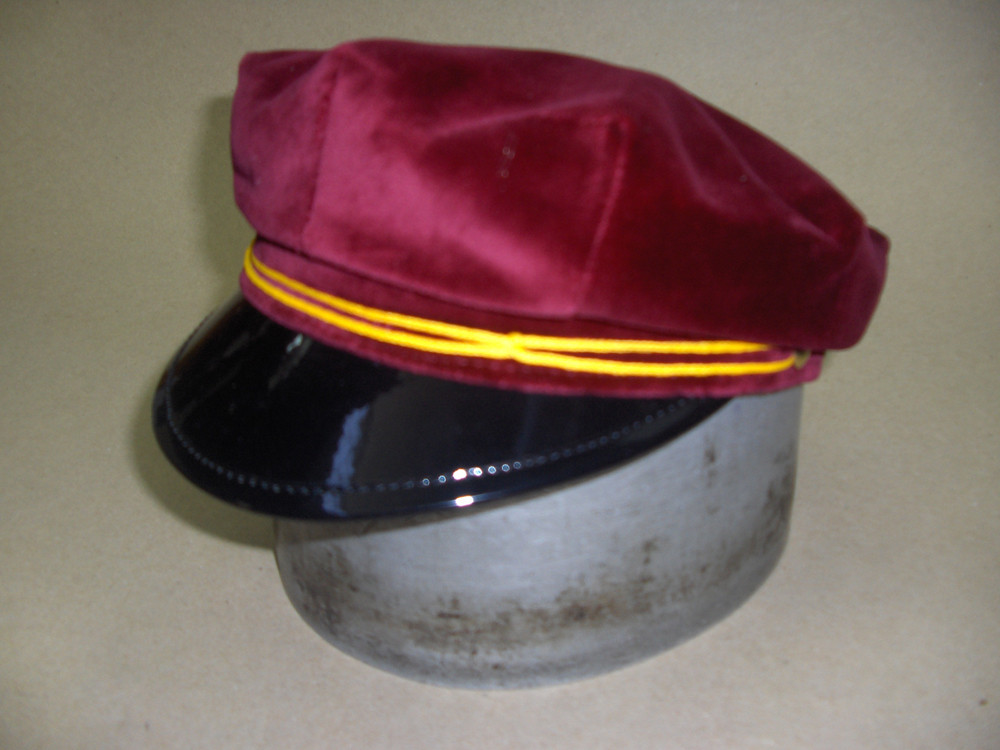
Czapka studencka UJ CM

Collegium Medicum Uniwersytetu Jagiellońskiego (CM UJ) – jednostka Uniwersytetu Jagiellońskiego grupująca wydziały medyczne, najstarsza i jedna z większych tego typu w Polsce. W latach 1950–1993 funkcjonowała jako osobna szkoła wyższa pod nazwą Akademia Medyczna w Krakowie.
Od 2012 Collegium Medicum nieprzerwanie zajmuje 1. miejsce w rankingu najlepszych uczelni medycznych w Polsce, publikowanym przez miesięcznik edukacyjny „Perspektywy”.
Według webometrycznego rankingu uniwersytetów świata ze stycznia 2015, pokazującego zaangażowanie instytucji akademickich w Internecie, uczelnia zajmuje 9. miejsce w Polsce wśród uniwersytetów medycznych, a na świecie 3673. pośród wszystkich typów uczelni.

## Historia
Źródło: oficjalna strona CM UJ.
Założony przez króla Kazimierza Wielkiego w 1364 r. Uniwersytet Krakowski, zwany także od XVI w. Akademią Krakowską, miała posiadać wydział medyczny. jednak o jego działalności nie mamy bezpośrednich informacji a jedyne poszlaki. Po śmierci króla uczelnia podupadła finansowo i zaprzestała działności.
W 1399 umierająca królowa Jadwiga przekazała swoje kosztowności na potrzeby mającego powstać uniwersytetu. Jego nowe otwarcie nastąpiło rok później. Według dokumentu króla Władysława Jagiełły z dnia 26 lipca 1400 roku odnawiającego uniwersytet, powstały cztery fakultety: prawa, teologii, filozofii i medycyny.
XV-wieczna medycyna w Krakowie (podobnie jak na innych uniwersytetach europejskich) nie miała wielu uczniów, ani profesorów – w tym czasie nikt nie otrzymał w Krakowie stopnia doktora medycyny (do wykonywania praktyki lekarskiej wystarczał wówczas stopień bakałarza).
W 1505 drugą katedrę medycyny ufundował Maciej z Miechowa – profesor medycyny, wielokrotny rektor UJ.
Na przełomie XVI i XVII wieku istotną dla Wydziału Medycznego postacią był Sebastian Petrycy z Pilzna – w 1862 jego postać została umieszczona na berle dziekańskim Wydziału Medycznego obok Kazimierza Wielkiego, św. Jana Kantego i Mikołaja Kopernika.
Po reformie Kołłątaja z 1780 Szkoła Główna Koronna (jak wówczas oficjalnie nazywano UJ) składała się z dwóch Kolegiów: Fizycznego i Moralnego. Kolegium Fizyczne oprócz Szkół Matematycznej i Fizycznej obejmowało także Szkołę Lekarską.
Wykładano na niej anatomię, fizjologię, farmację, patologię, internę, chirurgię, położnictwo i materię medyczną (czyli naukę o lekach). Pierwszy profesor Szkoły Andrzej Badurski założył szpital kliniczny (początkowo zlokalizowany w pojezuickim Kolegium św. Barbary na rogu Siennej i Małego Rynku, następnie przeniesiony do karmelitów bosych na Wesołą, po czym przeniesiony przez Macieja Józefa Brodowicza na ulicę Kopernika).
Po III rozbiorze Polski w 1795 rząd austriacki początkowo nie wprowadził na uniwersytecie żadnych zmian. W 1805 utworzono na Wydziale Lekarskim 11 katedr. Wykładali na nich profesorowie niemieccy i austriaccy. Za czasów Księstwa Warszawskiego, Wolnego Miasta Krakowa (czyli tzw. Rzeczypospolitej Krakowskiej) wykładano po polsku i łacinie, dominowali polscy profesorowie. W okresie Wiosny Ludów na krótko ponownie rozpoczęła się germanizacja, której przeciwstawiał się lekarz, profesor, rektor UJ i prezydent Krakowa, Józef Dietl.
Był najsilniejszym wydziałem Uniwersytetu Jagiellońskiego w drugiej połowie XIX i na początku XX wieku.
W latach 1848–1850 dziekanem Wydziału Lekarskiego był Fryderyk Hechel.
W owych czasach (na przełomie XIX i XX w.) na Wydziale Lekarskim działali m.in.: Ludwik Teichmann, odkrywca kryształków chlorheminy, Napoleon Cybulski, Jan Mikulicz, Alfred Biesiadecki, Tadeusz Browicz, Ludwik Rydygier, Alfred Obaliński, Maurycy Madurowicz, Henryk Jordan, Aleksander Rosner, Jan Piltz i Kazimierz Kostanecki.
Po wybuchu II wojny światowej i Sonderaktion Krakau uniwersytet został zamknięty. Trwało jednak tajne nauczanie.
W 1950 Wydział Lekarski wyłączono z Uniwersytetu Jagiellońskiego i utworzono z niego odrębną uczelnię. W 1973 Akademia Medyczna w Krakowie otrzymała imię Mikołaja Kopernika. Akademia została na powrót włączona do Uniwersytetu Jagiellońskiego 12 maja 1993. Od tej pory funkcjonuje pod swoją obecną nazwą: Uniwersytet Jagielloński Collegium Medicum. Obecnie stanowi grupę wydziałów Uniwersytetu Jagiellońskiego i jest zarządzana przez prorektora UJ ds. Collegium Medicum.
Budynki dydaktyczne Collegium Medicum (Instytuty, Katedry i Zakłady) znajdują się głównie przy ul. Kopernika, ul. Grzegórzeckiej i ul. Skawińskiej oraz okolicach Szpitala Uniwersyteckiego i Uniwersyteckiego Szpitala Dziecięcego w Prokocimiu. Część obiektów znajduje się także przy ulicy Czystej oraz na terenie Szpitala im. Jana Pawła II w Krakowie.

## Krajowy Naukowy Ośrodek Wiodący
Wydział Lekarski Uniwersytetu Jagiellońskiego Collegium Medicum w konsorcjum z Instytutem Farmakologii PAN – otrzymał w 2012 roku na okres pięciu lat prestiżowy status pierwszego w Polsce Krajowego Naukowego Ośrodka Wiodącego w obszarze nauk medycznych. Jednostki o statusie KNOW mogą liczyć na dodatkowe dofinansowanie z budżetu państwa wynoszące nawet 50 mln zł. W badania prowadzone przez Konsorcjum będą włączeni studenci medycyny lub nauk pokrewnych. Spośród najzdolniejszych będą rekrutowani przyszli kandydaci na studia doktoranckie oraz przyszli pracownicy naukowi.

## Wydziały
- Wydział Lekarski
- Wydział Lekarski – Szkoła Medyczna dla Obcokrajowców
- Wydział Farmaceutyczny
- Wydział Nauk o Zdrowiu